# Hilla von Rebay
Hildegard Anna Augusta Elizabeth Freiin Rebay von Ehrenwiesen, Baronesa Hilla von Rebay, ou simplesmente Hilla Rebay (31 de maio de 1890, Estrasburgo, Alsácia-Lorena – 27 de setembro de 1967, Greens Farms, Connecticut), foi uma artista abstrata notável do começo do século XX, além de cofundadora e primeira diretora do Museu Solomon R. Guggenheim. Teve importância fundamental no aconselhamento sobre arte abstrata de Solomon R. Guggenheim, cuja coleção se tornaria a base do acervo do Museu Solomon R. Guggenheim, e também na escolha de Frank Lloyd Wright para a realização das instalações atuais do Museu Guggenheim, símbolo do modernismo na cidade de Nova Iorque.

## Biografia
Hilla von Rebay nasceu em uma família nobre alemã em Estrasburgo, Alsácia-Lorena, parte do Império Alemão. Era a segunda filha de Antonie e Barão Franz Josef Rebay von Ehrenwiesen.
Em janeiro de 1927, imigrou para os Estados Unidos e estabeleceu-se em Nova Iorque. Ávida colecionadora de arte, tornou-se amiga íntima de Solomon R. Guggenheim, e ajudou a orientar suas compras de arte.

## Ligações Externas
- Guggenheim Museum | Coleção Hilla von Rebay (Inglês)
- Memorial Hilla von Rebay, Teningen (Alemão)